# Are Nakkim
Are Nakkim (Noruega, 13 de febrero de 1964) es un atleta noruego retirado especializado en la prueba de 10000 m, en la que ha conseguido ser subcampeón europeo en 1990.

## Carrera deportiva
En el Campeonato Europeo de Atletismo de 1990 ganó la medalla de plata en los 10000 metros, con un tiempo de 28:04.04 segundos, llegando a meta tras el italiano Salvatore Antibo y por delante de otro atleta italiano Stefano Mei (bronce).